# Abelisaurus comahuensis
Abelisaurus comahuensis ("lagarto de Abel del Comahue") es la única especie conocida del género extinto Abelisaurus de dinosaurio terópodo abelisáurido, que vivió a finales del período Cretácico, hace aproximadamente entre 83 y 80 millones de años, durante el Campaniense, en lo que hoy es Sudamérica. Solo se conoce por un cráneo y junto con Carnotaurus, son los primeros miembros conocidos de un grupo de terópodos desconocidos hasta ese momento, Abelisauridae.

## Descripción

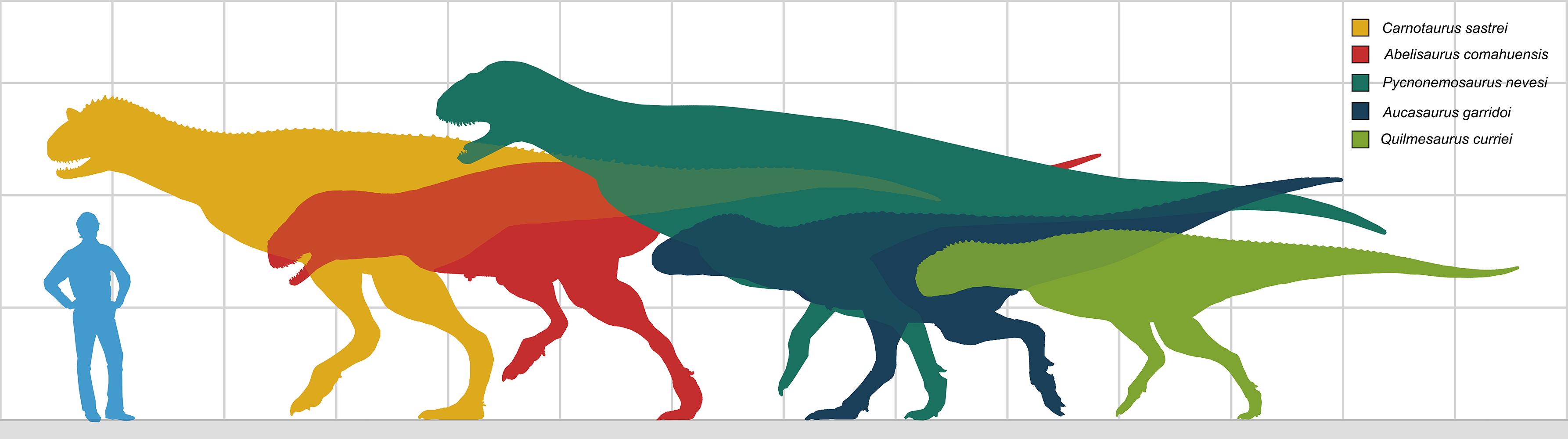
Comparación del tamaño de Abelisaurus (rojo) con otros carnotaurinos.

Solo se halló un cráneo incompleto de 85 centímetros de largo provisto de amplias aberturas que aligeran su peso y notables rugosidades nasales. Estaba armado de dientes largos y comprimidos lateralmente. No se han hallado restos del esqueleto postcranial, por lo que el tamaño es sólo estimado. El cráneo es relativamente profundo. Aunque no hay crestas óseas o cuernos, como los encontrados en algunos otros abelisáuridos, como Carnotaurus , las crestas ásperas en el hocico y sobre los ojos podrían haber sostenido algún tipo de cresta hecha de queratina, que no se habría fosilizado. El techo del cráneo está engrosado. También hay fenestras muy grandes, aberturas similares a ventanas, en el cráneo, que se encuentran en muchos dinosaurios y reducen el peso del cráneo. Una de ellas es una gran fenestra antorbital triangular en el costado del hocico. La cuenca del ojo detrás de ella es bastante alta. Está constreñida en el medio por las proyecciones óseas del hueso lagrimal en la parte delantera y el hueso postorbital en la parte trasera. El ojo estaba ubicado encima de la constricción. Detrás de la cuenca del ojo hay una gran fenestra infratemporal triangular. Su forma refleja una fuerte inclinación hacia adelante de la parte posterior del cráneo. El hueso frontal del hocico, el premaxilar, tenía cuatro dientes relativamente pequeños. El maxilar que se encontraba detrás tenía al menos siete, pero tal vez hasta trece, dientes más grandes.
Abelisaurus fue un dinosaurio carnívoro con dos pequeñas crestas rugosas sobre su cabeza, pero no del tipo bien definido como la que tienen otros miembros de su familia. Los restos postcraneales de esta especie no han sido encontrados, lo que imposibilita una estimación exacta del tamaño de su cuerpo. En 2010, Gregory S. Paul estimó su longitud corporal en 10 metros y su peso en 3 toneladas. En 2012, Thomas Holtz dio una posible longitud de 11 metros. En 2016, su longitud se estimó en 7,4 metros en un análisis exhaustivo del tamaño de los abelisáuridos. Otros autores dieron un tamaño similar en 7,2 metros  y 1,65 toneladas.

### Anatomía comparada

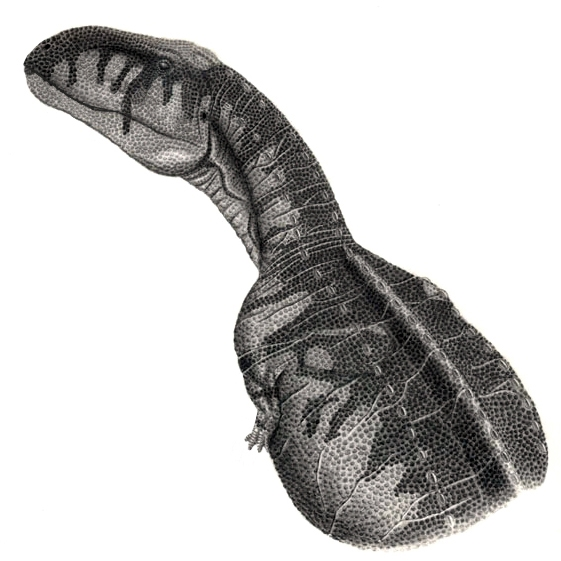
Restauración.

El orificio anterorbital es proporcionalmente más largo que en los tiranosáuridos e incluso que otros dinosaurios jurásicos o cretácicos. Posee una ventana anterorbital accesoria pequeña situada en el borde anterior de la fosa anterorbital. La región interorbital más prominente llegando a contactar con los hueso lacrimal y postorbital construyendo un tipo de proyección en la órbita. El foramen orbital es muy alto que con la formación anteriormente señalada dan una circunferencia apenas abierta ventralmente.
El escamoso que proyecta casi hasta atrás con un proceso cuadrado yugal dirigido ventralmente, lo colocan con los ceratosáuridos y no en los tiranosáuridos. El hueso cuadrado notablemente más de largo que en los tiranosáuridos, comparable al del Ceratosaurus. La ventana temporal baja muy abierta más que en los tiranosáuridos. Las ventanas temporales superiores más cortas en su eje anteroposterior. La rama horizontal del maxilar gruesa para la inserción de los dientes aplanados lateralmente. La base del cráneo posee procesos alares visibles en el proceso lateral del esferoide y con una contracción lateral del basiesfenoides.
La comparación con los tiranosáuridos de Cretácico Superior de Norteamérica es inevitable, al ser dinosaurios que compartieron el mismo tiempo y nicho ecológico. Se nota una adaptación general similar entre ambos géneros, pero la región anterobital extendidas y las rugosidades nasales en un análisis comparativo de los cráneos hace que el Abelisaurus revele sustanciales diferencias que lo separan de los tiranosáuridos.
El espacio interorbital estrecho, resultado del contacto entre los huesos lagrimal y postorbital, distinto al de Tyrannosaurus y Daspletosaurus. Esta misma característica se presenta en dinosaurios del Jurásico Superior, como Ceratosaurus y Allosaurus y probablemente en Acrocanthosaurus del Cretácico Inferior.
Otra notable diferencia con los tiranosáuridos, es la región temporal baja en especial los bordes posteriores de la fenestración, la participación del cuadrado yugal es mucho mayor que en los tiranosáuridos así como los huesos cuadrado y el escamoso. Además en la unión entre el escamoso con el cuadrado yugal se ve una abertura baja que no es notable en los tiranosáuridos. Esto demuestra una morfología distinta en la conformación de la región posterior.
Por el contrario, hay obvias similitudes con el Ceratosaurus, en especial en la región temporal del cráneo. La región orbital es alta y está cerrada por la unión entre el hueso lagrimal y el postorbital. El lagrimal posee un borde posterior convexo que demarca la órbita, diferente al de los tiranosáuridos que es cóncavo. Además posee una prolongación ventral corta que requiere una prolongación larga del yugal para contactarla, cosa que no aparece en Tyrannosaurus, Allosaurus o Ceratosaurus.
La región anterorbital es notablemente diferente al de los tiranosáuridos, con una gran diferencia entre las magnitudes, con una abertura larga y un espacio entre esta y la nariz externa reducido. La ventana accesoria en oval y con un eje mayor dorsoventral y separada de la abertura anterobital. Esto demuestra marcadas diferencias con las formas contemporáneas de Laurasia, más cercana a formas de la India, Madagascar y Sudamérica, como Carnotaurus, Indosuchus o Majungasaurus.

## Descubrimiento e investigación

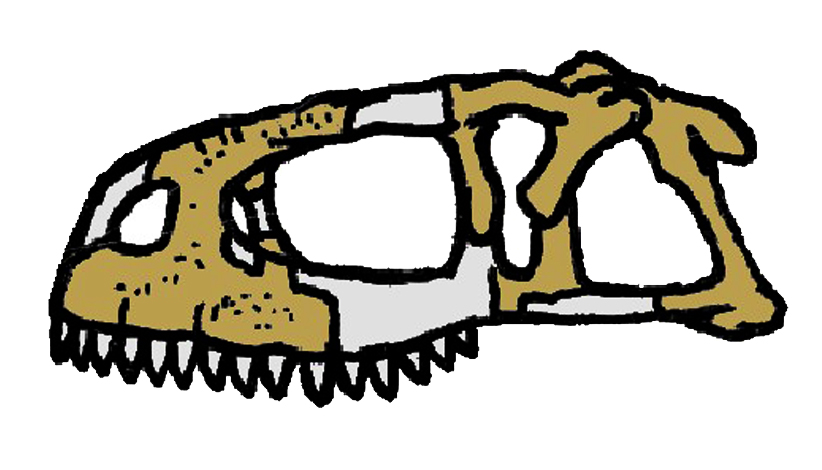
Recreación del cráneo holotipo de Abelisaurus.

Roberto Abel, antiguo director del Museo Provincial Carlos Ameghino de Río Negro, donde los restos del animal estuvieron almacenados hasta su estudio, lo halló en 1983, originalmente asignándolo a la Formación Allen, pero posteriores estudios lo colocan en la Formación Anacleto. Al estudiarlo en 1985 José Fernando Bonaparte y Fernando Novas le colocaron el nombre genérico Abelisaurus en honor a su descubridor y llamaron a la especie comahuensis debido a Comahue, región de la Patagonia Argentina, donde fue hallado.

### Material fósil

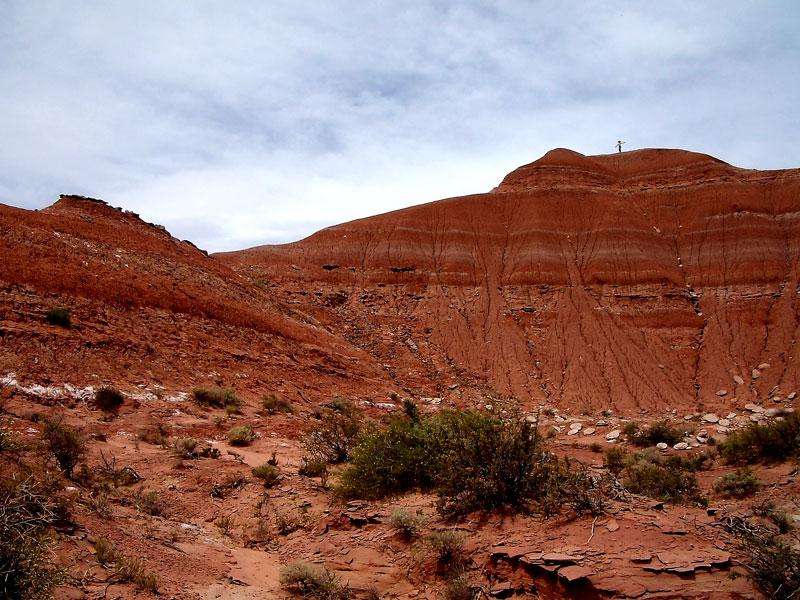
La Formación Anacleto donde se han encontrado los restos de Abelisaurus.

El espécimen holotipo, MC 11078, fue desenterrado en 1983 en la "Cantera de la Pala Mecánica", sitio a orillas del Lago Pellegrini explorado por Abel desde 1975. El único resto fósil es un cráneo parcial al que le falta la mandíbula, incompleto, especialmente en el lado derecho. También hace falta el paladar (techo del hocico). La mayor parte de la conexión entre la base del cráneo y el hocico no se han hallado. A pesar de las piezas faltantes se puede estimar que MEDIRÍA unos 86 cm de largo. Aunque no hay crestas o cuernos en el cráneo o alrededor de los ojos del Abelisaurus como en otros abelisáuridos encontrados, tal como Carnotaurus, es de suponer que los tuvo, y posiblemente estuvieran hechos de queratina y que por ello no se fosilizó.
Abelisaurus es uno de los tantos dinosaurios descubierto en la Patagonia en las últimas décadas. Originalmente fue descrito como proveniente de la Formación Allen pero estudios posteriores probaron que los restos provienen de la más antigua Formación Anacleto, parte del Grupo Neuquén. Esta ha sido datada en el Campaniano temprano, a finales del Cretácico entre hace 83 a 80 millones de años.

## Clasificación

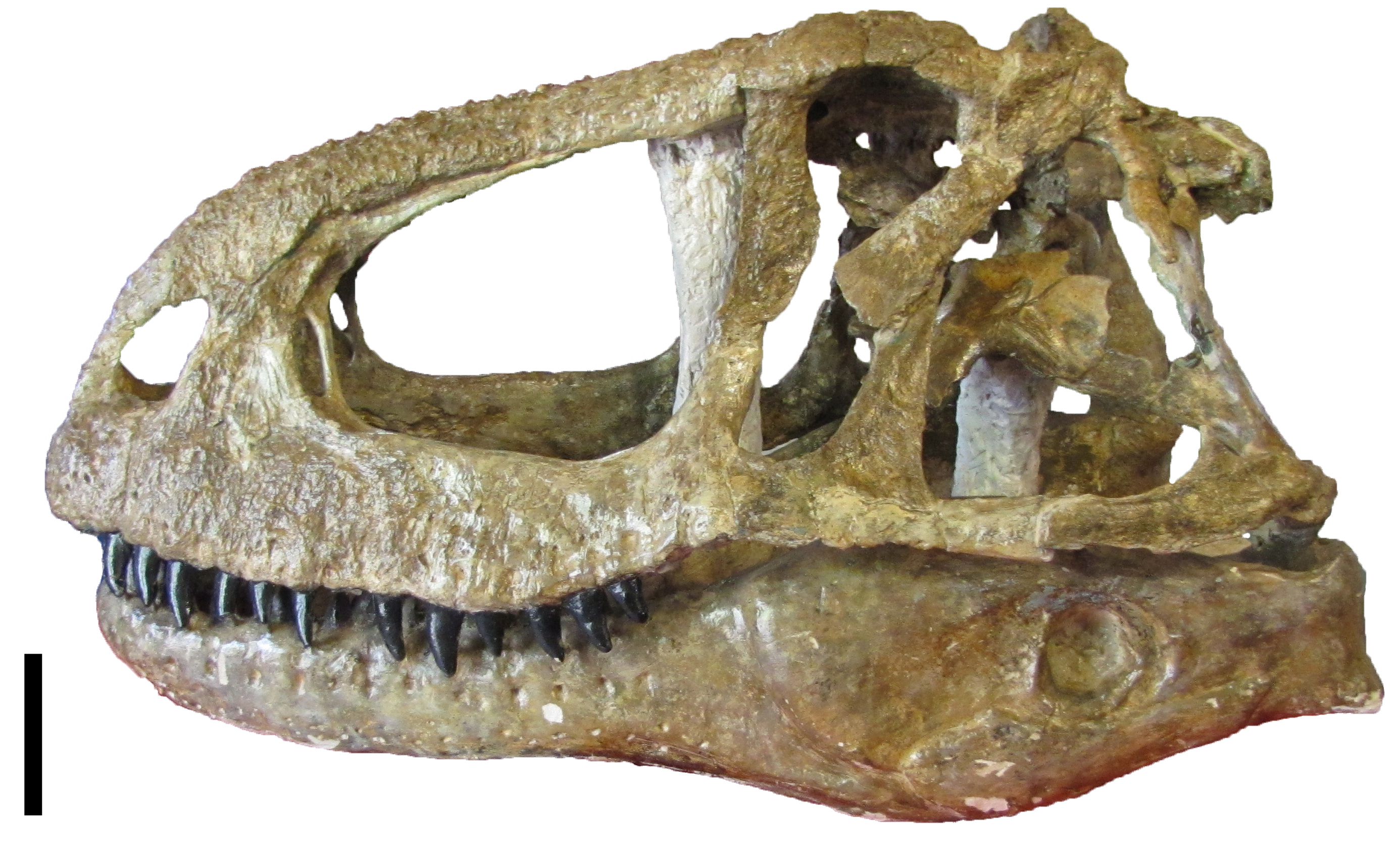
Reconstrucción del cráneo de Abelisaurus comahuensis con los huesos originales del holotipo. Escala = 10 cm.

Bonaparte y Novas colocaron a Abelisaurus en su propia nueva familia, Abelisauridae, en 1985 dentro de Carnosauria. Esto hace de Abelisaurus el primer abelisáurido descrito.
Muchos otros abelisáuridos poseen especímenes muy completos como Aucasaurus, Carnotaurus y Majungasaurus; gracias a estos se pudo desmostar que los abelisáuridos no pertenecen a Carnosauria en un sentido moderno, en su lugar pertenecen a Neoceratosauria. Algunos científicos consideran a Abelisaurus como un abelisáurido basal, por fuera de la subfamilia de los carnotaurinos, y otros científicos se alejan de esta postura.
Abelisaurus comparte características óseas con una familia no tan relacionada con estos, los carcarodontosáuridos y ya que Abelisaurus es conocido sólo a partir de un cráneo, futuros descubrimientos tal vez aseguren que está en efecto, relacionado con los carcarodontosáuridos. Sin embargo, esto es aún muy improbable.
En 2015 Filippi et al. en la descripción de Viavenator crearon un nuevo clado, Furileusauria que incluye a los Brachyrostra más avanzados y colocando a Abelisaurus con Aucasaurus en la subfamilia Abelisaurinae, por lo que anidan profundamente a Abelisaurus dentro de Abelisauridae al considerarlo un miembro avanzado de la familia.
En 2009, Novas sugiere que Aucasaurus garridoi es un sinónimo más moderno de Abelisaurus. En 2010, Gregory S. Paul renombró a Aucasaurus como Abelisaurus garridoi, aunque esto no ha sido aceptado por la comunidad científica.

### Filogenia
Agnolín et al. en su descripción de  Guemesia de 2022 coloco a Abelisaurus dentro de Carnotaurinae en el clado Brachyrostra, formando un clado junto a Aucasaurus.
|  | Arcovenator                                                                               |
|  |                                                                                           |
|  | \| \| Rajasaurus \| \| \| \| \| \| Indosaurus \| \| \| \| \| \| Majungasaurus \| \| \| \| |
|  |                                                                                           |
|  | Rajasaurus                                                                                |
|  |                                                                                           |
|  | Indosaurus                                                                                |
|  |                                                                                           |
|  | Majungasaurus                                                                             |
|  |                                                                                           |

|  | Rajasaurus    |
|  |               |
|  | Indosaurus    |
|  |               |
|  | Majungasaurus |
|  |               |

|  | Arcovenator                                                                               |
|  |                                                                                           |
|  | \| \| Rajasaurus \| \| \| \| \| \| Indosaurus \| \| \| \| \| \| Majungasaurus \| \| \| \| |
|  |                                                                                           |
|  | Rajasaurus                                                                                |
|  |                                                                                           |
|  | Indosaurus                                                                                |
|  |                                                                                           |
|  | Majungasaurus                                                                             |
|  |                                                                                           |

|  | Rajasaurus    |
|  |               |
|  | Indosaurus    |
|  |               |
|  | Majungasaurus |
|  |               |

|  | Carnotaurus                                                |
|  |                                                            |
|  | \| \| Aucasaurus \| \| \| \| \| \| Abelisaurus \| \| \| \| |
|  |                                                            |
|  | Aucasaurus                                                 |
|  |                                                            |
|  | Abelisaurus                                                |
|  |                                                            |

|  | Aucasaurus  |
|  |             |
|  | Abelisaurus |
|  |             |

|  | Carnotaurus                                                |
|  |                                                            |
|  | \| \| Aucasaurus \| \| \| \| \| \| Abelisaurus \| \| \| \| |
|  |                                                            |
|  | Aucasaurus                                                 |
|  |                                                            |
|  | Abelisaurus                                                |
|  |                                                            |

|  | Aucasaurus  |
|  |             |
|  | Abelisaurus |
|  |             |

|  | Carnotaurus                                                |
|  |                                                            |
|  | \| \| Aucasaurus \| \| \| \| \| \| Abelisaurus \| \| \| \| |
|  |                                                            |
|  | Aucasaurus                                                 |
|  |                                                            |
|  | Abelisaurus                                                |
|  |                                                            |

|  | Aucasaurus  |
|  |             |
|  | Abelisaurus |
|  |             |

|  | Carnotaurus                                                |
|  |                                                            |
|  | \| \| Aucasaurus \| \| \| \| \| \| Abelisaurus \| \| \| \| |
|  |                                                            |
|  | Aucasaurus                                                 |
|  |                                                            |
|  | Abelisaurus                                                |
|  |                                                            |

|  | Aucasaurus  |
|  |             |
|  | Abelisaurus |
|  |             |

|  | Arcovenator                                                                               |
|  |                                                                                           |
|  | \| \| Rajasaurus \| \| \| \| \| \| Indosaurus \| \| \| \| \| \| Majungasaurus \| \| \| \| |
|  |                                                                                           |
|  | Rajasaurus                                                                                |
|  |                                                                                           |
|  | Indosaurus                                                                                |
|  |                                                                                           |
|  | Majungasaurus                                                                             |
|  |                                                                                           |

|  | Rajasaurus    |
|  |               |
|  | Indosaurus    |
|  |               |
|  | Majungasaurus |
|  |               |

|  | Arcovenator                                                                               |
|  |                                                                                           |
|  | \| \| Rajasaurus \| \| \| \| \| \| Indosaurus \| \| \| \| \| \| Majungasaurus \| \| \| \| |
|  |                                                                                           |
|  | Rajasaurus                                                                                |
|  |                                                                                           |
|  | Indosaurus                                                                                |
|  |                                                                                           |
|  | Majungasaurus                                                                             |
|  |                                                                                           |

|  | Rajasaurus    |
|  |               |
|  | Indosaurus    |
|  |               |
|  | Majungasaurus |
|  |               |

|  | Carnotaurus                                                |
|  |                                                            |
|  | \| \| Aucasaurus \| \| \| \| \| \| Abelisaurus \| \| \| \| |
|  |                                                            |
|  | Aucasaurus                                                 |
|  |                                                            |
|  | Abelisaurus                                                |
|  |                                                            |

|  | Aucasaurus  |
|  |             |
|  | Abelisaurus |
|  |             |

|  | Carnotaurus                                                |
|  |                                                            |
|  | \| \| Aucasaurus \| \| \| \| \| \| Abelisaurus \| \| \| \| |
|  |                                                            |
|  | Aucasaurus                                                 |
|  |                                                            |
|  | Abelisaurus                                                |
|  |                                                            |

|  | Aucasaurus  |
|  |             |
|  | Abelisaurus |
|  |             |

|  | Carnotaurus                                                |
|  |                                                            |
|  | \| \| Aucasaurus \| \| \| \| \| \| Abelisaurus \| \| \| \| |
|  |                                                            |
|  | Aucasaurus                                                 |
|  |                                                            |
|  | Abelisaurus                                                |
|  |                                                            |

|  | Aucasaurus  |
|  |             |
|  | Abelisaurus |
|  |             |

|  | Carnotaurus                                                |
|  |                                                            |
|  | \| \| Aucasaurus \| \| \| \| \| \| Abelisaurus \| \| \| \| |
|  |                                                            |
|  | Aucasaurus                                                 |
|  |                                                            |
|  | Abelisaurus                                                |
|  |                                                            |

|  | Aucasaurus  |
|  |             |
|  | Abelisaurus |
|  |             |

|  | Arcovenator                                                                               |
|  |                                                                                           |
|  | \| \| Rajasaurus \| \| \| \| \| \| Indosaurus \| \| \| \| \| \| Majungasaurus \| \| \| \| |
|  |                                                                                           |
|  | Rajasaurus                                                                                |
|  |                                                                                           |
|  | Indosaurus                                                                                |
|  |                                                                                           |
|  | Majungasaurus                                                                             |
|  |                                                                                           |

|  | Rajasaurus    |
|  |               |
|  | Indosaurus    |
|  |               |
|  | Majungasaurus |
|  |               |

|  | Arcovenator                                                                               |
|  |                                                                                           |
|  | \| \| Rajasaurus \| \| \| \| \| \| Indosaurus \| \| \| \| \| \| Majungasaurus \| \| \| \| |
|  |                                                                                           |
|  | Rajasaurus                                                                                |
|  |                                                                                           |
|  | Indosaurus                                                                                |
|  |                                                                                           |
|  | Majungasaurus                                                                             |
|  |                                                                                           |

|  | Rajasaurus    |
|  |               |
|  | Indosaurus    |
|  |               |
|  | Majungasaurus |
|  |               |

|  | Carnotaurus                                                |
|  |                                                            |
|  | \| \| Aucasaurus \| \| \| \| \| \| Abelisaurus \| \| \| \| |
|  |                                                            |
|  | Aucasaurus                                                 |
|  |                                                            |
|  | Abelisaurus                                                |
|  |                                                            |

|  | Aucasaurus  |
|  |             |
|  | Abelisaurus |
|  |             |

|  | Carnotaurus                                                |
|  |                                                            |
|  | \| \| Aucasaurus \| \| \| \| \| \| Abelisaurus \| \| \| \| |
|  |                                                            |
|  | Aucasaurus                                                 |
|  |                                                            |
|  | Abelisaurus                                                |
|  |                                                            |

|  | Aucasaurus  |
|  |             |
|  | Abelisaurus |
|  |             |

|  | Carnotaurus                                                |
|  |                                                            |
|  | \| \| Aucasaurus \| \| \| \| \| \| Abelisaurus \| \| \| \| |
|  |                                                            |
|  | Aucasaurus                                                 |
|  |                                                            |
|  | Abelisaurus                                                |
|  |                                                            |

|  | Aucasaurus  |
|  |             |
|  | Abelisaurus |
|  |             |

|  | Carnotaurus                                                |
|  |                                                            |
|  | \| \| Aucasaurus \| \| \| \| \| \| Abelisaurus \| \| \| \| |
|  |                                                            |
|  | Aucasaurus                                                 |
|  |                                                            |
|  | Abelisaurus                                                |
|  |                                                            |

|  | Aucasaurus  |
|  |             |
|  | Abelisaurus |
|  |             |

|  | Arcovenator                                                                               |
|  |                                                                                           |
|  | \| \| Rajasaurus \| \| \| \| \| \| Indosaurus \| \| \| \| \| \| Majungasaurus \| \| \| \| |
|  |                                                                                           |
|  | Rajasaurus                                                                                |
|  |                                                                                           |
|  | Indosaurus                                                                                |
|  |                                                                                           |
|  | Majungasaurus                                                                             |
|  |                                                                                           |

|  | Rajasaurus    |
|  |               |
|  | Indosaurus    |
|  |               |
|  | Majungasaurus |
|  |               |

|  | Arcovenator                                                                               |
|  |                                                                                           |
|  | \| \| Rajasaurus \| \| \| \| \| \| Indosaurus \| \| \| \| \| \| Majungasaurus \| \| \| \| |
|  |                                                                                           |
|  | Rajasaurus                                                                                |
|  |                                                                                           |
|  | Indosaurus                                                                                |
|  |                                                                                           |
|  | Majungasaurus                                                                             |
|  |                                                                                           |

|  | Rajasaurus    |
|  |               |
|  | Indosaurus    |
|  |               |
|  | Majungasaurus |
|  |               |

|  | Carnotaurus                                                |
|  |                                                            |
|  | \| \| Aucasaurus \| \| \| \| \| \| Abelisaurus \| \| \| \| |
|  |                                                            |
|  | Aucasaurus                                                 |
|  |                                                            |
|  | Abelisaurus                                                |
|  |                                                            |

|  | Aucasaurus  |
|  |             |
|  | Abelisaurus |
|  |             |

|  | Carnotaurus                                                |
|  |                                                            |
|  | \| \| Aucasaurus \| \| \| \| \| \| Abelisaurus \| \| \| \| |
|  |                                                            |
|  | Aucasaurus                                                 |
|  |                                                            |
|  | Abelisaurus                                                |
|  |                                                            |

|  | Aucasaurus  |
|  |             |
|  | Abelisaurus |
|  |             |

|  | Carnotaurus                                                |
|  |                                                            |
|  | \| \| Aucasaurus \| \| \| \| \| \| Abelisaurus \| \| \| \| |
|  |                                                            |
|  | Aucasaurus                                                 |
|  |                                                            |
|  | Abelisaurus                                                |
|  |                                                            |

|  | Aucasaurus  |
|  |             |
|  | Abelisaurus |
|  |             |

|  | Carnotaurus                                                |
|  |                                                            |
|  | \| \| Aucasaurus \| \| \| \| \| \| Abelisaurus \| \| \| \| |
|  |                                                            |
|  | Aucasaurus                                                 |
|  |                                                            |
|  | Abelisaurus                                                |
|  |                                                            |

|  | Aucasaurus  |
|  |             |
|  | Abelisaurus |
|  |             |

|  | Arcovenator                                                                               |
|  |                                                                                           |
|  | \| \| Rajasaurus \| \| \| \| \| \| Indosaurus \| \| \| \| \| \| Majungasaurus \| \| \| \| |
|  |                                                                                           |
|  | Rajasaurus                                                                                |
|  |                                                                                           |
|  | Indosaurus                                                                                |
|  |                                                                                           |
|  | Majungasaurus                                                                             |
|  |                                                                                           |

|  | Rajasaurus    |
|  |               |
|  | Indosaurus    |
|  |               |
|  | Majungasaurus |
|  |               |

|  | Arcovenator                                                                               |
|  |                                                                                           |
|  | \| \| Rajasaurus \| \| \| \| \| \| Indosaurus \| \| \| \| \| \| Majungasaurus \| \| \| \| |
|  |                                                                                           |
|  | Rajasaurus                                                                                |
|  |                                                                                           |
|  | Indosaurus                                                                                |
|  |                                                                                           |
|  | Majungasaurus                                                                             |
|  |                                                                                           |

|  | Rajasaurus    |
|  |               |
|  | Indosaurus    |
|  |               |
|  | Majungasaurus |
|  |               |

|  | Carnotaurus                                                |
|  |                                                            |
|  | \| \| Aucasaurus \| \| \| \| \| \| Abelisaurus \| \| \| \| |
|  |                                                            |
|  | Aucasaurus                                                 |
|  |                                                            |
|  | Abelisaurus                                                |
|  |                                                            |

|  | Aucasaurus  |
|  |             |
|  | Abelisaurus |
|  |             |

|  | Carnotaurus                                                |
|  |                                                            |
|  | \| \| Aucasaurus \| \| \| \| \| \| Abelisaurus \| \| \| \| |
|  |                                                            |
|  | Aucasaurus                                                 |
|  |                                                            |
|  | Abelisaurus                                                |
|  |                                                            |

|  | Aucasaurus  |
|  |             |
|  | Abelisaurus |
|  |             |

|  | Carnotaurus                                                |
|  |                                                            |
|  | \| \| Aucasaurus \| \| \| \| \| \| Abelisaurus \| \| \| \| |
|  |                                                            |
|  | Aucasaurus                                                 |
|  |                                                            |
|  | Abelisaurus                                                |
|  |                                                            |

|  | Aucasaurus  |
|  |             |
|  | Abelisaurus |
|  |             |

|  | Carnotaurus                                                |
|  |                                                            |
|  | \| \| Aucasaurus \| \| \| \| \| \| Abelisaurus \| \| \| \| |
|  |                                                            |
|  | Aucasaurus                                                 |
|  |                                                            |
|  | Abelisaurus                                                |
|  |                                                            |

|  | Aucasaurus  |
|  |             |
|  | Abelisaurus |
|  |             |

|  | Arcovenator                                                                               |
|  |                                                                                           |
|  | \| \| Rajasaurus \| \| \| \| \| \| Indosaurus \| \| \| \| \| \| Majungasaurus \| \| \| \| |
|  |                                                                                           |
|  | Rajasaurus                                                                                |
|  |                                                                                           |
|  | Indosaurus                                                                                |
|  |                                                                                           |
|  | Majungasaurus                                                                             |
|  |                                                                                           |

|  | Rajasaurus    |
|  |               |
|  | Indosaurus    |
|  |               |
|  | Majungasaurus |
|  |               |

|  | Arcovenator                                                                               |
|  |                                                                                           |
|  | \| \| Rajasaurus \| \| \| \| \| \| Indosaurus \| \| \| \| \| \| Majungasaurus \| \| \| \| |
|  |                                                                                           |
|  | Rajasaurus                                                                                |
|  |                                                                                           |
|  | Indosaurus                                                                                |
|  |                                                                                           |
|  | Majungasaurus                                                                             |
|  |                                                                                           |

|  | Rajasaurus    |
|  |               |
|  | Indosaurus    |
|  |               |
|  | Majungasaurus |
|  |               |

|  | Carnotaurus                                                |
|  |                                                            |
|  | \| \| Aucasaurus \| \| \| \| \| \| Abelisaurus \| \| \| \| |
|  |                                                            |
|  | Aucasaurus                                                 |
|  |                                                            |
|  | Abelisaurus                                                |
|  |                                                            |

|  | Aucasaurus  |
|  |             |
|  | Abelisaurus |
|  |             |

|  | Carnotaurus                                                |
|  |                                                            |
|  | \| \| Aucasaurus \| \| \| \| \| \| Abelisaurus \| \| \| \| |
|  |                                                            |
|  | Aucasaurus                                                 |
|  |                                                            |
|  | Abelisaurus                                                |
|  |                                                            |

|  | Aucasaurus  |
|  |             |
|  | Abelisaurus |
|  |             |

|  | Carnotaurus                                                |
|  |                                                            |
|  | \| \| Aucasaurus \| \| \| \| \| \| Abelisaurus \| \| \| \| |
|  |                                                            |
|  | Aucasaurus                                                 |
|  |                                                            |
|  | Abelisaurus                                                |
|  |                                                            |

|  | Aucasaurus  |
|  |             |
|  | Abelisaurus |
|  |             |

|  | Carnotaurus                                                |
|  |                                                            |
|  | \| \| Aucasaurus \| \| \| \| \| \| Abelisaurus \| \| \| \| |
|  |                                                            |
|  | Aucasaurus                                                 |
|  |                                                            |
|  | Abelisaurus                                                |
|  |                                                            |

|  | Aucasaurus  |
|  |             |
|  | Abelisaurus |
|  |             |

|  | Arcovenator                                                                               |
|  |                                                                                           |
|  | \| \| Rajasaurus \| \| \| \| \| \| Indosaurus \| \| \| \| \| \| Majungasaurus \| \| \| \| |
|  |                                                                                           |
|  | Rajasaurus                                                                                |
|  |                                                                                           |
|  | Indosaurus                                                                                |
|  |                                                                                           |
|  | Majungasaurus                                                                             |
|  |                                                                                           |

|  | Rajasaurus    |
|  |               |
|  | Indosaurus    |
|  |               |
|  | Majungasaurus |
|  |               |

|  | Arcovenator                                                                               |
|  |                                                                                           |
|  | \| \| Rajasaurus \| \| \| \| \| \| Indosaurus \| \| \| \| \| \| Majungasaurus \| \| \| \| |
|  |                                                                                           |
|  | Rajasaurus                                                                                |
|  |                                                                                           |
|  | Indosaurus                                                                                |
|  |                                                                                           |
|  | Majungasaurus                                                                             |
|  |                                                                                           |

|  | Rajasaurus    |
|  |               |
|  | Indosaurus    |
|  |               |
|  | Majungasaurus |
|  |               |

|  | Carnotaurus                                                |
|  |                                                            |
|  | \| \| Aucasaurus \| \| \| \| \| \| Abelisaurus \| \| \| \| |
|  |                                                            |
|  | Aucasaurus                                                 |
|  |                                                            |
|  | Abelisaurus                                                |
|  |                                                            |

|  | Aucasaurus  |
|  |             |
|  | Abelisaurus |
|  |             |

|  | Carnotaurus                                                |
|  |                                                            |
|  | \| \| Aucasaurus \| \| \| \| \| \| Abelisaurus \| \| \| \| |
|  |                                                            |
|  | Aucasaurus                                                 |
|  |                                                            |
|  | Abelisaurus                                                |
|  |                                                            |

|  | Aucasaurus  |
|  |             |
|  | Abelisaurus |
|  |             |

|  | Carnotaurus                                                |
|  |                                                            |
|  | \| \| Aucasaurus \| \| \| \| \| \| Abelisaurus \| \| \| \| |
|  |                                                            |
|  | Aucasaurus                                                 |
|  |                                                            |
|  | Abelisaurus                                                |
|  |                                                            |

|  | Aucasaurus  |
|  |             |
|  | Abelisaurus |
|  |             |

|  | Carnotaurus                                                |
|  |                                                            |
|  | \| \| Aucasaurus \| \| \| \| \| \| Abelisaurus \| \| \| \| |
|  |                                                            |
|  | Aucasaurus                                                 |
|  |                                                            |
|  | Abelisaurus                                                |
|  |                                                            |

|  | Aucasaurus  |
|  |             |
|  | Abelisaurus |
|  |             |

|  | Arcovenator                                                                               |
|  |                                                                                           |
|  | \| \| Rajasaurus \| \| \| \| \| \| Indosaurus \| \| \| \| \| \| Majungasaurus \| \| \| \| |
|  |                                                                                           |
|  | Rajasaurus                                                                                |
|  |                                                                                           |
|  | Indosaurus                                                                                |
|  |                                                                                           |
|  | Majungasaurus                                                                             |
|  |                                                                                           |

|  | Rajasaurus    |
|  |               |
|  | Indosaurus    |
|  |               |
|  | Majungasaurus |
|  |               |

|  | Arcovenator                                                                               |
|  |                                                                                           |
|  | \| \| Rajasaurus \| \| \| \| \| \| Indosaurus \| \| \| \| \| \| Majungasaurus \| \| \| \| |
|  |                                                                                           |
|  | Rajasaurus                                                                                |
|  |                                                                                           |
|  | Indosaurus                                                                                |
|  |                                                                                           |
|  | Majungasaurus                                                                             |
|  |                                                                                           |

|  | Rajasaurus    |
|  |               |
|  | Indosaurus    |
|  |               |
|  | Majungasaurus |
|  |               |

|  | Carnotaurus                                                |
|  |                                                            |
|  | \| \| Aucasaurus \| \| \| \| \| \| Abelisaurus \| \| \| \| |
|  |                                                            |
|  | Aucasaurus                                                 |
|  |                                                            |
|  | Abelisaurus                                                |
|  |                                                            |

|  | Aucasaurus  |
|  |             |
|  | Abelisaurus |
|  |             |

|  | Carnotaurus                                                |
|  |                                                            |
|  | \| \| Aucasaurus \| \| \| \| \| \| Abelisaurus \| \| \| \| |
|  |                                                            |
|  | Aucasaurus                                                 |
|  |                                                            |
|  | Abelisaurus                                                |
|  |                                                            |

|  | Aucasaurus  |
|  |             |
|  | Abelisaurus |
|  |             |

|  | Carnotaurus                                                |
|  |                                                            |
|  | \| \| Aucasaurus \| \| \| \| \| \| Abelisaurus \| \| \| \| |
|  |                                                            |
|  | Aucasaurus                                                 |
|  |                                                            |
|  | Abelisaurus                                                |
|  |                                                            |

|  | Aucasaurus  |
|  |             |
|  | Abelisaurus |
|  |             |

|  | Carnotaurus                                                |
|  |                                                            |
|  | \| \| Aucasaurus \| \| \| \| \| \| Abelisaurus \| \| \| \| |
|  |                                                            |
|  | Aucasaurus                                                 |
|  |                                                            |
|  | Abelisaurus                                                |
|  |                                                            |

|  | Aucasaurus  |
|  |             |
|  | Abelisaurus |
|  |             |

|  | Arcovenator                                                                               |
|  |                                                                                           |
|  | \| \| Rajasaurus \| \| \| \| \| \| Indosaurus \| \| \| \| \| \| Majungasaurus \| \| \| \| |
|  |                                                                                           |
|  | Rajasaurus                                                                                |
|  |                                                                                           |
|  | Indosaurus                                                                                |
|  |                                                                                           |
|  | Majungasaurus                                                                             |
|  |                                                                                           |

|  | Rajasaurus    |
|  |               |
|  | Indosaurus    |
|  |               |
|  | Majungasaurus |
|  |               |

|  | Arcovenator                                                                               |
|  |                                                                                           |
|  | \| \| Rajasaurus \| \| \| \| \| \| Indosaurus \| \| \| \| \| \| Majungasaurus \| \| \| \| |
|  |                                                                                           |
|  | Rajasaurus                                                                                |
|  |                                                                                           |
|  | Indosaurus                                                                                |
|  |                                                                                           |
|  | Majungasaurus                                                                             |
|  |                                                                                           |

|  | Rajasaurus    |
|  |               |
|  | Indosaurus    |
|  |               |
|  | Majungasaurus |
|  |               |

|  | Carnotaurus                                                |
|  |                                                            |
|  | \| \| Aucasaurus \| \| \| \| \| \| Abelisaurus \| \| \| \| |
|  |                                                            |
|  | Aucasaurus                                                 |
|  |                                                            |
|  | Abelisaurus                                                |
|  |                                                            |

|  | Aucasaurus  |
|  |             |
|  | Abelisaurus |
|  |             |

|  | Carnotaurus                                                |
|  |                                                            |
|  | \| \| Aucasaurus \| \| \| \| \| \| Abelisaurus \| \| \| \| |
|  |                                                            |
|  | Aucasaurus                                                 |
|  |                                                            |
|  | Abelisaurus                                                |
|  |                                                            |

|  | Aucasaurus  |
|  |             |
|  | Abelisaurus |
|  |             |

|  | Carnotaurus                                                |
|  |                                                            |
|  | \| \| Aucasaurus \| \| \| \| \| \| Abelisaurus \| \| \| \| |
|  |                                                            |
|  | Aucasaurus                                                 |
|  |                                                            |
|  | Abelisaurus                                                |
|  |                                                            |

|  | Aucasaurus  |
|  |             |
|  | Abelisaurus |
|  |             |

|  | Carnotaurus                                                |
|  |                                                            |
|  | \| \| Aucasaurus \| \| \| \| \| \| Abelisaurus \| \| \| \| |
|  |                                                            |
|  | Aucasaurus                                                 |
|  |                                                            |
|  | Abelisaurus                                                |
|  |                                                            |

|  | Aucasaurus  |
|  |             |
|  | Abelisaurus |
|  |             |

|  | Arcovenator                                                                               |
|  |                                                                                           |
|  | \| \| Rajasaurus \| \| \| \| \| \| Indosaurus \| \| \| \| \| \| Majungasaurus \| \| \| \| |
|  |                                                                                           |
|  | Rajasaurus                                                                                |
|  |                                                                                           |
|  | Indosaurus                                                                                |
|  |                                                                                           |
|  | Majungasaurus                                                                             |
|  |                                                                                           |

|  | Rajasaurus    |
|  |               |
|  | Indosaurus    |
|  |               |
|  | Majungasaurus |
|  |               |

|  | Arcovenator                                                                               |
|  |                                                                                           |
|  | \| \| Rajasaurus \| \| \| \| \| \| Indosaurus \| \| \| \| \| \| Majungasaurus \| \| \| \| |
|  |                                                                                           |
|  | Rajasaurus                                                                                |
|  |                                                                                           |
|  | Indosaurus                                                                                |
|  |                                                                                           |
|  | Majungasaurus                                                                             |
|  |                                                                                           |

|  | Rajasaurus    |
|  |               |
|  | Indosaurus    |
|  |               |
|  | Majungasaurus |
|  |               |

|  | Carnotaurus                                                |
|  |                                                            |
|  | \| \| Aucasaurus \| \| \| \| \| \| Abelisaurus \| \| \| \| |
|  |                                                            |
|  | Aucasaurus                                                 |
|  |                                                            |
|  | Abelisaurus                                                |
|  |                                                            |

|  | Aucasaurus  |
|  |             |
|  | Abelisaurus |
|  |             |

|  | Carnotaurus                                                |
|  |                                                            |
|  | \| \| Aucasaurus \| \| \| \| \| \| Abelisaurus \| \| \| \| |
|  |                                                            |
|  | Aucasaurus                                                 |
|  |                                                            |
|  | Abelisaurus                                                |
|  |                                                            |

|  | Aucasaurus  |
|  |             |
|  | Abelisaurus |
|  |             |

|  | Carnotaurus                                                |
|  |                                                            |
|  | \| \| Aucasaurus \| \| \| \| \| \| Abelisaurus \| \| \| \| |
|  |                                                            |
|  | Aucasaurus                                                 |
|  |                                                            |
|  | Abelisaurus                                                |
|  |                                                            |

|  | Aucasaurus  |
|  |             |
|  | Abelisaurus |
|  |             |

|  | Carnotaurus                                                |
|  |                                                            |
|  | \| \| Aucasaurus \| \| \| \| \| \| Abelisaurus \| \| \| \| |
|  |                                                            |
|  | Aucasaurus                                                 |
|  |                                                            |
|  | Abelisaurus                                                |
|  |                                                            |

|  | Aucasaurus  |
|  |             |
|  | Abelisaurus |
|  |             |

|  | Arcovenator                                                                               |
|  |                                                                                           |
|  | \| \| Rajasaurus \| \| \| \| \| \| Indosaurus \| \| \| \| \| \| Majungasaurus \| \| \| \| |
|  |                                                                                           |
|  | Rajasaurus                                                                                |
|  |                                                                                           |
|  | Indosaurus                                                                                |
|  |                                                                                           |
|  | Majungasaurus                                                                             |
|  |                                                                                           |

|  | Rajasaurus    |
|  |               |
|  | Indosaurus    |
|  |               |
|  | Majungasaurus |
|  |               |

|  | Arcovenator                                                                               |
|  |                                                                                           |
|  | \| \| Rajasaurus \| \| \| \| \| \| Indosaurus \| \| \| \| \| \| Majungasaurus \| \| \| \| |
|  |                                                                                           |
|  | Rajasaurus                                                                                |
|  |                                                                                           |
|  | Indosaurus                                                                                |
|  |                                                                                           |
|  | Majungasaurus                                                                             |
|  |                                                                                           |

|  | Rajasaurus    |
|  |               |
|  | Indosaurus    |
|  |               |
|  | Majungasaurus |
|  |               |

|  | Carnotaurus                                                |
|  |                                                            |
|  | \| \| Aucasaurus \| \| \| \| \| \| Abelisaurus \| \| \| \| |
|  |                                                            |
|  | Aucasaurus                                                 |
|  |                                                            |
|  | Abelisaurus                                                |
|  |                                                            |

|  | Aucasaurus  |
|  |             |
|  | Abelisaurus |
|  |             |

|  | Carnotaurus                                                |
|  |                                                            |
|  | \| \| Aucasaurus \| \| \| \| \| \| Abelisaurus \| \| \| \| |
|  |                                                            |
|  | Aucasaurus                                                 |
|  |                                                            |
|  | Abelisaurus                                                |
|  |                                                            |

|  | Aucasaurus  |
|  |             |
|  | Abelisaurus |
|  |             |

|  | Carnotaurus                                                |
|  |                                                            |
|  | \| \| Aucasaurus \| \| \| \| \| \| Abelisaurus \| \| \| \| |
|  |                                                            |
|  | Aucasaurus                                                 |
|  |                                                            |
|  | Abelisaurus                                                |
|  |                                                            |

|  | Aucasaurus  |
|  |             |
|  | Abelisaurus |
|  |             |

|  | Carnotaurus                                                |
|  |                                                            |
|  | \| \| Aucasaurus \| \| \| \| \| \| Abelisaurus \| \| \| \| |
|  |                                                            |
|  | Aucasaurus                                                 |
|  |                                                            |
|  | Abelisaurus                                                |
|  |                                                            |

|  | Aucasaurus  |
|  |             |
|  | Abelisaurus |
|  |             |

|  | Arcovenator                                                                               |
|  |                                                                                           |
|  | \| \| Rajasaurus \| \| \| \| \| \| Indosaurus \| \| \| \| \| \| Majungasaurus \| \| \| \| |
|  |                                                                                           |
|  | Rajasaurus                                                                                |
|  |                                                                                           |
|  | Indosaurus                                                                                |
|  |                                                                                           |
|  | Majungasaurus                                                                             |
|  |                                                                                           |

|  | Rajasaurus    |
|  |               |
|  | Indosaurus    |
|  |               |
|  | Majungasaurus |
|  |               |

|  | Arcovenator                                                                               |
|  |                                                                                           |
|  | \| \| Rajasaurus \| \| \| \| \| \| Indosaurus \| \| \| \| \| \| Majungasaurus \| \| \| \| |
|  |                                                                                           |
|  | Rajasaurus                                                                                |
|  |                                                                                           |
|  | Indosaurus                                                                                |
|  |                                                                                           |
|  | Majungasaurus                                                                             |
|  |                                                                                           |

|  | Rajasaurus    |
|  |               |
|  | Indosaurus    |
|  |               |
|  | Majungasaurus |
|  |               |

|  | Carnotaurus                                                |
|  |                                                            |
|  | \| \| Aucasaurus \| \| \| \| \| \| Abelisaurus \| \| \| \| |
|  |                                                            |
|  | Aucasaurus                                                 |
|  |                                                            |
|  | Abelisaurus                                                |
|  |                                                            |

|  | Aucasaurus  |
|  |             |
|  | Abelisaurus |
|  |             |

|  | Carnotaurus                                                |
|  |                                                            |
|  | \| \| Aucasaurus \| \| \| \| \| \| Abelisaurus \| \| \| \| |
|  |                                                            |
|  | Aucasaurus                                                 |
|  |                                                            |
|  | Abelisaurus                                                |
|  |                                                            |

|  | Aucasaurus  |
|  |             |
|  | Abelisaurus |
|  |             |

|  | Carnotaurus                                                |
|  |                                                            |
|  | \| \| Aucasaurus \| \| \| \| \| \| Abelisaurus \| \| \| \| |
|  |                                                            |
|  | Aucasaurus                                                 |
|  |                                                            |
|  | Abelisaurus                                                |
|  |                                                            |

|  | Aucasaurus  |
|  |             |
|  | Abelisaurus |
|  |             |

|  | Carnotaurus                                                |
|  |                                                            |
|  | \| \| Aucasaurus \| \| \| \| \| \| Abelisaurus \| \| \| \| |
|  |                                                            |
|  | Aucasaurus                                                 |
|  |                                                            |
|  | Abelisaurus                                                |
|  |                                                            |

|  | Aucasaurus  |
|  |             |
|  | Abelisaurus |
|  |             |

|  | Arcovenator                                                                               |
|  |                                                                                           |
|  | \| \| Rajasaurus \| \| \| \| \| \| Indosaurus \| \| \| \| \| \| Majungasaurus \| \| \| \| |
|  |                                                                                           |
|  | Rajasaurus                                                                                |
|  |                                                                                           |
|  | Indosaurus                                                                                |
|  |                                                                                           |
|  | Majungasaurus                                                                             |
|  |                                                                                           |

|  | Rajasaurus    |
|  |               |
|  | Indosaurus    |
|  |               |
|  | Majungasaurus |
|  |               |

|  | Arcovenator                                                                               |
|  |                                                                                           |
|  | \| \| Rajasaurus \| \| \| \| \| \| Indosaurus \| \| \| \| \| \| Majungasaurus \| \| \| \| |
|  |                                                                                           |
|  | Rajasaurus                                                                                |
|  |                                                                                           |
|  | Indosaurus                                                                                |
|  |                                                                                           |
|  | Majungasaurus                                                                             |
|  |                                                                                           |

|  | Rajasaurus    |
|  |               |
|  | Indosaurus    |
|  |               |
|  | Majungasaurus |
|  |               |

|  | Carnotaurus                                                |
|  |                                                            |
|  | \| \| Aucasaurus \| \| \| \| \| \| Abelisaurus \| \| \| \| |
|  |                                                            |
|  | Aucasaurus                                                 |
|  |                                                            |
|  | Abelisaurus                                                |
|  |                                                            |

|  | Aucasaurus  |
|  |             |
|  | Abelisaurus |
|  |             |

|  | Carnotaurus                                                |
|  |                                                            |
|  | \| \| Aucasaurus \| \| \| \| \| \| Abelisaurus \| \| \| \| |
|  |                                                            |
|  | Aucasaurus                                                 |
|  |                                                            |
|  | Abelisaurus                                                |
|  |                                                            |

|  | Aucasaurus  |
|  |             |
|  | Abelisaurus |
|  |             |

|  | Carnotaurus                                                |
|  |                                                            |
|  | \| \| Aucasaurus \| \| \| \| \| \| Abelisaurus \| \| \| \| |
|  |                                                            |
|  | Aucasaurus                                                 |
|  |                                                            |
|  | Abelisaurus                                                |
|  |                                                            |

|  | Aucasaurus  |
|  |             |
|  | Abelisaurus |
|  |             |

|  | Carnotaurus                                                |
|  |                                                            |
|  | \| \| Aucasaurus \| \| \| \| \| \| Abelisaurus \| \| \| \| |
|  |                                                            |
|  | Aucasaurus                                                 |
|  |                                                            |
|  | Abelisaurus                                                |
|  |                                                            |

|  | Aucasaurus  |
|  |             |
|  | Abelisaurus |
|  |             |

|  | Arcovenator                                                                               |
|  |                                                                                           |
|  | \| \| Rajasaurus \| \| \| \| \| \| Indosaurus \| \| \| \| \| \| Majungasaurus \| \| \| \| |
|  |                                                                                           |
|  | Rajasaurus                                                                                |
|  |                                                                                           |
|  | Indosaurus                                                                                |
|  |                                                                                           |
|  | Majungasaurus                                                                             |
|  |                                                                                           |

|  | Rajasaurus    |
|  |               |
|  | Indosaurus    |
|  |               |
|  | Majungasaurus |
|  |               |

|  | Arcovenator                                                                               |
|  |                                                                                           |
|  | \| \| Rajasaurus \| \| \| \| \| \| Indosaurus \| \| \| \| \| \| Majungasaurus \| \| \| \| |
|  |                                                                                           |
|  | Rajasaurus                                                                                |
|  |                                                                                           |
|  | Indosaurus                                                                                |
|  |                                                                                           |
|  | Majungasaurus                                                                             |
|  |                                                                                           |

|  | Rajasaurus    |
|  |               |
|  | Indosaurus    |
|  |               |
|  | Majungasaurus |
|  |               |

|  | Carnotaurus                                                |
|  |                                                            |
|  | \| \| Aucasaurus \| \| \| \| \| \| Abelisaurus \| \| \| \| |
|  |                                                            |
|  | Aucasaurus                                                 |
|  |                                                            |
|  | Abelisaurus                                                |
|  |                                                            |

|  | Aucasaurus  |
|  |             |
|  | Abelisaurus |
|  |             |

|  | Carnotaurus                                                |
|  |                                                            |
|  | \| \| Aucasaurus \| \| \| \| \| \| Abelisaurus \| \| \| \| |
|  |                                                            |
|  | Aucasaurus                                                 |
|  |                                                            |
|  | Abelisaurus                                                |
|  |                                                            |

|  | Aucasaurus  |
|  |             |
|  | Abelisaurus |
|  |             |

|  | Carnotaurus                                                |
|  |                                                            |
|  | \| \| Aucasaurus \| \| \| \| \| \| Abelisaurus \| \| \| \| |
|  |                                                            |
|  | Aucasaurus                                                 |
|  |                                                            |
|  | Abelisaurus                                                |
|  |                                                            |

|  | Aucasaurus  |
|  |             |
|  | Abelisaurus |
|  |             |

|  | Carnotaurus                                                |
|  |                                                            |
|  | \| \| Aucasaurus \| \| \| \| \| \| Abelisaurus \| \| \| \| |
|  |                                                            |
|  | Aucasaurus                                                 |
|  |                                                            |
|  | Abelisaurus                                                |
|  |                                                            |

|  | Aucasaurus  |
|  |             |
|  | Abelisaurus |
|  |             |

|  | Arcovenator                                                                               |
|  |                                                                                           |
|  | \| \| Rajasaurus \| \| \| \| \| \| Indosaurus \| \| \| \| \| \| Majungasaurus \| \| \| \| |
|  |                                                                                           |
|  | Rajasaurus                                                                                |
|  |                                                                                           |
|  | Indosaurus                                                                                |
|  |                                                                                           |
|  | Majungasaurus                                                                             |
|  |                                                                                           |

|  | Rajasaurus    |
|  |               |
|  | Indosaurus    |
|  |               |
|  | Majungasaurus |
|  |               |

|  | Arcovenator                                                                               |
|  |                                                                                           |
|  | \| \| Rajasaurus \| \| \| \| \| \| Indosaurus \| \| \| \| \| \| Majungasaurus \| \| \| \| |
|  |                                                                                           |
|  | Rajasaurus                                                                                |
|  |                                                                                           |
|  | Indosaurus                                                                                |
|  |                                                                                           |
|  | Majungasaurus                                                                             |
|  |                                                                                           |

|  | Rajasaurus    |
|  |               |
|  | Indosaurus    |
|  |               |
|  | Majungasaurus |
|  |               |

|  | Carnotaurus                                                |
|  |                                                            |
|  | \| \| Aucasaurus \| \| \| \| \| \| Abelisaurus \| \| \| \| |
|  |                                                            |
|  | Aucasaurus                                                 |
|  |                                                            |
|  | Abelisaurus                                                |
|  |                                                            |

|  | Aucasaurus  |
|  |             |
|  | Abelisaurus |
|  |             |

|  | Carnotaurus                                                |
|  |                                                            |
|  | \| \| Aucasaurus \| \| \| \| \| \| Abelisaurus \| \| \| \| |
|  |                                                            |
|  | Aucasaurus                                                 |
|  |                                                            |
|  | Abelisaurus                                                |
|  |                                                            |

|  | Aucasaurus  |
|  |             |
|  | Abelisaurus |
|  |             |

|  | Carnotaurus                                                |
|  |                                                            |
|  | \| \| Aucasaurus \| \| \| \| \| \| Abelisaurus \| \| \| \| |
|  |                                                            |
|  | Aucasaurus                                                 |
|  |                                                            |
|  | Abelisaurus                                                |
|  |                                                            |

|  | Aucasaurus  |
|  |             |
|  | Abelisaurus |
|  |             |

|  | Carnotaurus                                                |
|  |                                                            |
|  | \| \| Aucasaurus \| \| \| \| \| \| Abelisaurus \| \| \| \| |
|  |                                                            |
|  | Aucasaurus                                                 |
|  |                                                            |
|  | Abelisaurus                                                |
|  |                                                            |

|  | Aucasaurus  |
|  |             |
|  | Abelisaurus |
|  |             |

|  | Arcovenator                                                                               |
|  |                                                                                           |
|  | \| \| Rajasaurus \| \| \| \| \| \| Indosaurus \| \| \| \| \| \| Majungasaurus \| \| \| \| |
|  |                                                                                           |
|  | Rajasaurus                                                                                |
|  |                                                                                           |
|  | Indosaurus                                                                                |
|  |                                                                                           |
|  | Majungasaurus                                                                             |
|  |                                                                                           |

|  | Rajasaurus    |
|  |               |
|  | Indosaurus    |
|  |               |
|  | Majungasaurus |
|  |               |

|  | Arcovenator                                                                               |
|  |                                                                                           |
|  | \| \| Rajasaurus \| \| \| \| \| \| Indosaurus \| \| \| \| \| \| Majungasaurus \| \| \| \| |
|  |                                                                                           |
|  | Rajasaurus                                                                                |
|  |                                                                                           |
|  | Indosaurus                                                                                |
|  |                                                                                           |
|  | Majungasaurus                                                                             |
|  |                                                                                           |

|  | Rajasaurus    |
|  |               |
|  | Indosaurus    |
|  |               |
|  | Majungasaurus |
|  |               |

|  | Carnotaurus                                                |
|  |                                                            |
|  | \| \| Aucasaurus \| \| \| \| \| \| Abelisaurus \| \| \| \| |
|  |                                                            |
|  | Aucasaurus                                                 |
|  |                                                            |
|  | Abelisaurus                                                |
|  |                                                            |

|  | Aucasaurus  |
|  |             |
|  | Abelisaurus |
|  |             |

|  | Carnotaurus                                                |
|  |                                                            |
|  | \| \| Aucasaurus \| \| \| \| \| \| Abelisaurus \| \| \| \| |
|  |                                                            |
|  | Aucasaurus                                                 |
|  |                                                            |
|  | Abelisaurus                                                |
|  |                                                            |

|  | Aucasaurus  |
|  |             |
|  | Abelisaurus |
|  |             |

|  | Carnotaurus                                                |
|  |                                                            |
|  | \| \| Aucasaurus \| \| \| \| \| \| Abelisaurus \| \| \| \| |
|  |                                                            |
|  | Aucasaurus                                                 |
|  |                                                            |
|  | Abelisaurus                                                |
|  |                                                            |

|  | Aucasaurus  |
|  |             |
|  | Abelisaurus |
|  |             |

|  | Carnotaurus                                                |
|  |                                                            |
|  | \| \| Aucasaurus \| \| \| \| \| \| Abelisaurus \| \| \| \| |
|  |                                                            |
|  | Aucasaurus                                                 |
|  |                                                            |
|  | Abelisaurus                                                |
|  |                                                            |

|  | Aucasaurus  |
|  |             |
|  | Abelisaurus |
|  |             |

## Paleobiología
Ya que el cráneo del Abelisaurus es relativamente amplio en la parte trasera, Bonaparte y Novas lo compararon con el también amplio cráneo de los tiranosáuridos. Se supone que, al igual que los estos, los Abelisaurios eran los depredadores apicales de su ecosistema. En 2010, Paul propuso que Abelisaurus cazaba saurópodos titanosauridos.

## Paleoecología
La Formación Anacleto consiste principalmente en arcillas y lodos, de color violeta y rojo oscuro, de origen fluvial. Numerosos fósiles, sobre todo de dinosaurios, se han descrito pertenecientes a esta. Entre los terópodos se incluyen además de Abelisaurus a abelisáuridos como Aucasaurus y otro todavía sin describir y megaráptoridos como Aerosteon. Los saurópodos están representados por Antarctosaurus, Pellegrinisaurus, Laplatasaurus, Barrosasaurus y Neuquensaurus. Se han descubierto nidos donde los dinosaurios ponían sus huevos, muchos con embriones preservados en su interior, en grandes cantidades en la famosa localidad Auca Mahuevo, y se han atribuido a titanosáuridos y denominados como Megaloolithus patagonicus. Los ornitópodos están representados por Gasparinisaura. La antigua serpiente Dinilysia y la tortuga Yaminuechelys se encontraron en la misma formación. Tres icnogéneros fueron encontrados: Aquatilavipes, producidas por un ave zancuda sin dedo posterior, similar a Patagopteryx, Ignotornis, producidas por un ave más grande con un pequeño dedo posterior similar a Neuquenornis aunque estos dos géneros son de Formación Bajo la Carpa y las más pequeñas denominadas Barrosopus, con un dedo asimétrico posiblemente causadas por un enantiornite similar a Yungavolucris de la Formación El Lecho, 10 millones de años más reciente. Entre los crocodilomorfos se conoce un peirosáurido, Gasparinisuchus además de varios restos de lagartos y mamíferos.